# Doug Armstrong

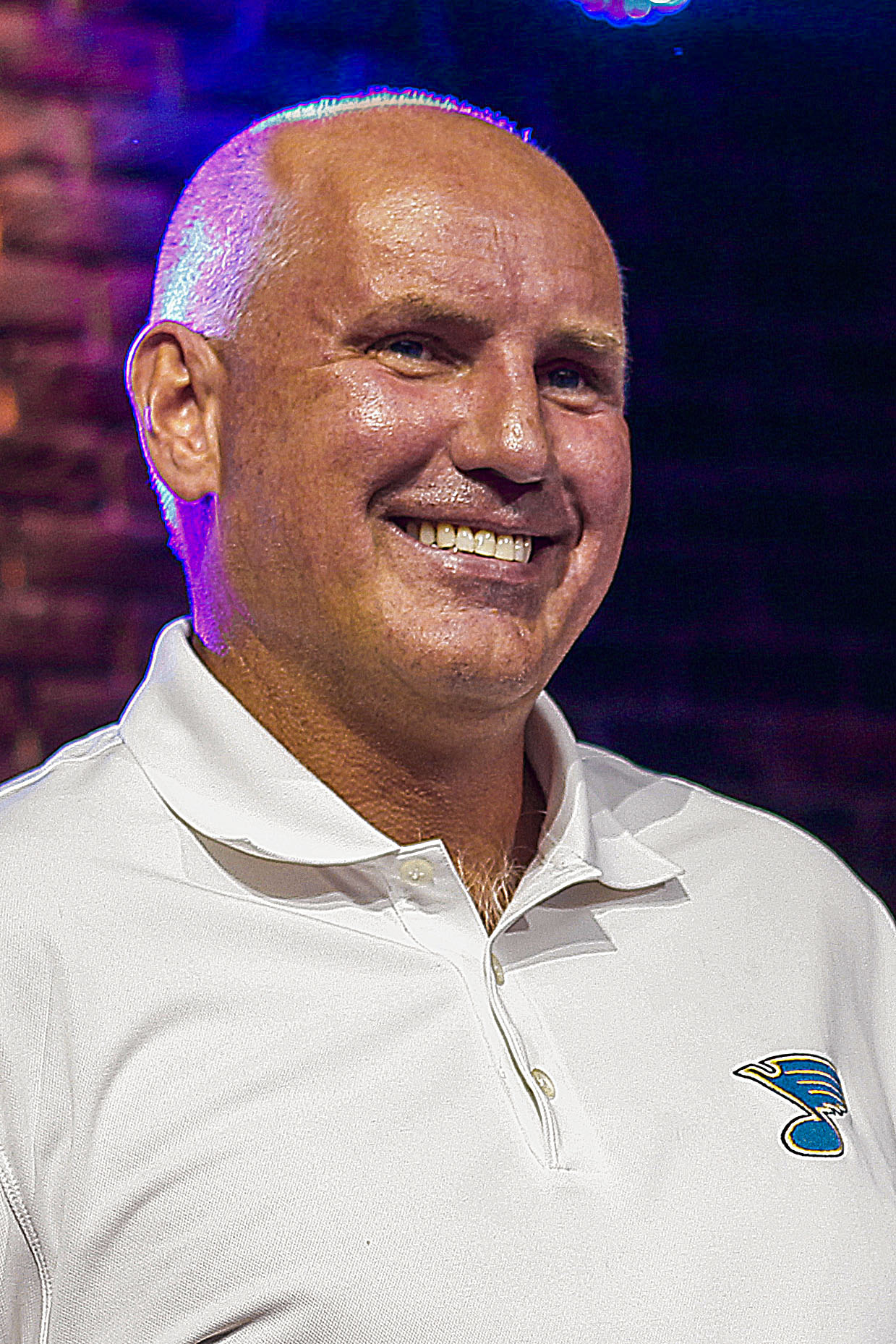
Doug Armstrong (2014)

Doug Armstrong (* 24. September 1964 in Sarnia, Ontario) ist ein kanadischer Eishockeyfunktionär und seit 2010 General Manager der St. Louis Blues aus der National Hockey League.

## Karriere
Armstrong studierte zunächst an der Western Michigan University und legte anschließend seinen Master-Abschluss in Betriebswirtschaft an der Florida State University ab. Im Jahr 1990 erhielt er seine erste Stelle bei einem NHL-Franchise, den Minnesota North Stars. Als die Stars drei Jahre später nach Dallas umgesiedelt wurden und dort fortan als Dallas Stars spielten, verblieb Armstrong in der Organisation und wurde zum Assistenten von General Manager Bob Gainey befördert. 1999 gewann er mit der Mannschaft den Stanley Cup. Seine Position übte Armstrong neun Jahre lang aus, bevor er am 25. Januar 2002 selbst den Posten des General Managers übernahm. In der Folge konnten sich die Stars als eine der punktbesten Mannschaften in der regulären Saison an der Spitze der Liga etablieren und zogen viermal in den Play-offs ein. Nach einem enttäuschenden Saisonbeginn 2007/08 wurde Armstrong nach 17 Spielzeiten in der Organisation der Stars entlassen.
Im Mai 2008 wurde Armstrong von den St. Louis Blues unter Vertrag genommen, wo er zunächst als Vice President of Player Personnel arbeitete. Nach der Entlassung von Larry Pleau als General Manager der Blues 2010 übernahm Armstrong dessen Posten. Die Verpflichtung von Torhüter Jaroslav Halák von den Canadiens de Montréal wurde dabei als seine erste bedeutende Transaktion im neuen Amt gesehen. Im November 2011 verpflichtete Armstrong den Trainer Ken Hitchcock. Beide führten die Blues in der Saison 2011/12 zum Divisionstitel in der Central Division. Armstrong wurde daraufhin mit dem NHL General Manager of the Year Award ausgezeichnet.
Auf internationaler Ebene fungierte Doug Armstrong als General Manager der kanadischen Nationalmannschaft bei der Weltmeisterschaft 2009 und gewann mit der Mannschaft die Silbermedaille. Bereits 2002 und 2008 war er Assistenz-General Manager des Team Canada. Zudem gewann Armstrong als Berater von Steve Yzerman bei der Weltmeisterschaft 2007 und als Associate Director of Player Personnel bei den Olympischen Winterspielen 2010 jeweils mit Kanada die Goldmedaille. Er ist somit neben Yzerman der einzige Funktionär, der Mitglied des Triple Gold Club wäre. Außerdem fungierte er als General Manager des Team Canada beim World Cup of Hockey 2016, bei dem die Mannschaft die Goldmedaille gewann.
Im Juni 2024 wurde bekanntgegeben, dass Armstrong noch bis zum Ende der Saison 2025/26 als General Manager der Blues tätig sein und die Geschicke dann an Alexander Steen übergeben soll.
Doug Armstrong ist der Sohn des langjährigen NHL-Schiedsrichters und Hockey-Hall-of-Fame-Mitglieds Neil Armstrong.

## Erfolge und Auszeichnungen
- 1999 Stanley-Cup-Gewinn mit den Dallas Stars (als Assistenz-General Manager)
- 2008 Silbermedaille bei der Weltmeisterschaft (als Assistenz-General Manager)
- 2009 Silbermedaille bei der Weltmeisterschaft (als General Manager)
- 2012 NHL General Manager of the Year Award
- 2016 Goldmedaille beim World Cup of Hockey (als General Manager)